# 90 Minutes European Prime Goal
90 minuter: European Prime Goal är ett fotbollsspel med 14 lag från den japanska första divisionen (J. League) att spela med. I den europeiska versionen har de ersattes med landslag. Fortfarande samma spellägen som i den japanska versionen. De tillgängliga lägena är uppvisningsmatcher, turnering, liga, cup och all-star (lagen är indelade i två ligor och den totala vinnaren bestäms med playoffs).

### Fotnoter
1. ↑  ”90 Minutes European Prime Goal” (på engelska). Encyclopedia Gamia. Arkiverad från originalet den 23 juli 2018. https://web.archive.org/web/20180723003631/http://gaming.wikia.com/wiki/90_Minutes_European_Prime_Goal. Läst 22 juli 2018.
2. ↑  ”90 Minutes: European Prime Goal for SNES (1995) - MobyGames”. MobyGames. http://www.mobygames.com/game/90-minutes-european-prime-goal. Läst 22 juli 2018.